# Paul Saint-Jean
Paul Saint-Jean est un peintre français né à Lyon le 24 septembre 1838 et mort à Paris le 30 septembre 1875.
Élève de son père Simon Saint-Jean, artiste de l'École de Lyon, il se spécialise dans les portraits et les scènes de genre.

## Œuvres dans les collections publiques
- La Brune au bonnet blanc, Musée Baron-Martin.